# Maria Chmurkowska
Maria Marcela Chmurkowska (sinh ngày 9 tháng 1 năm 1901 tại Warszawa, mất ngày 9 tháng 6 năm 1979) là nữ diễn viên sân khấu và điện ảnh Ba Lan.

## Tiểu sử

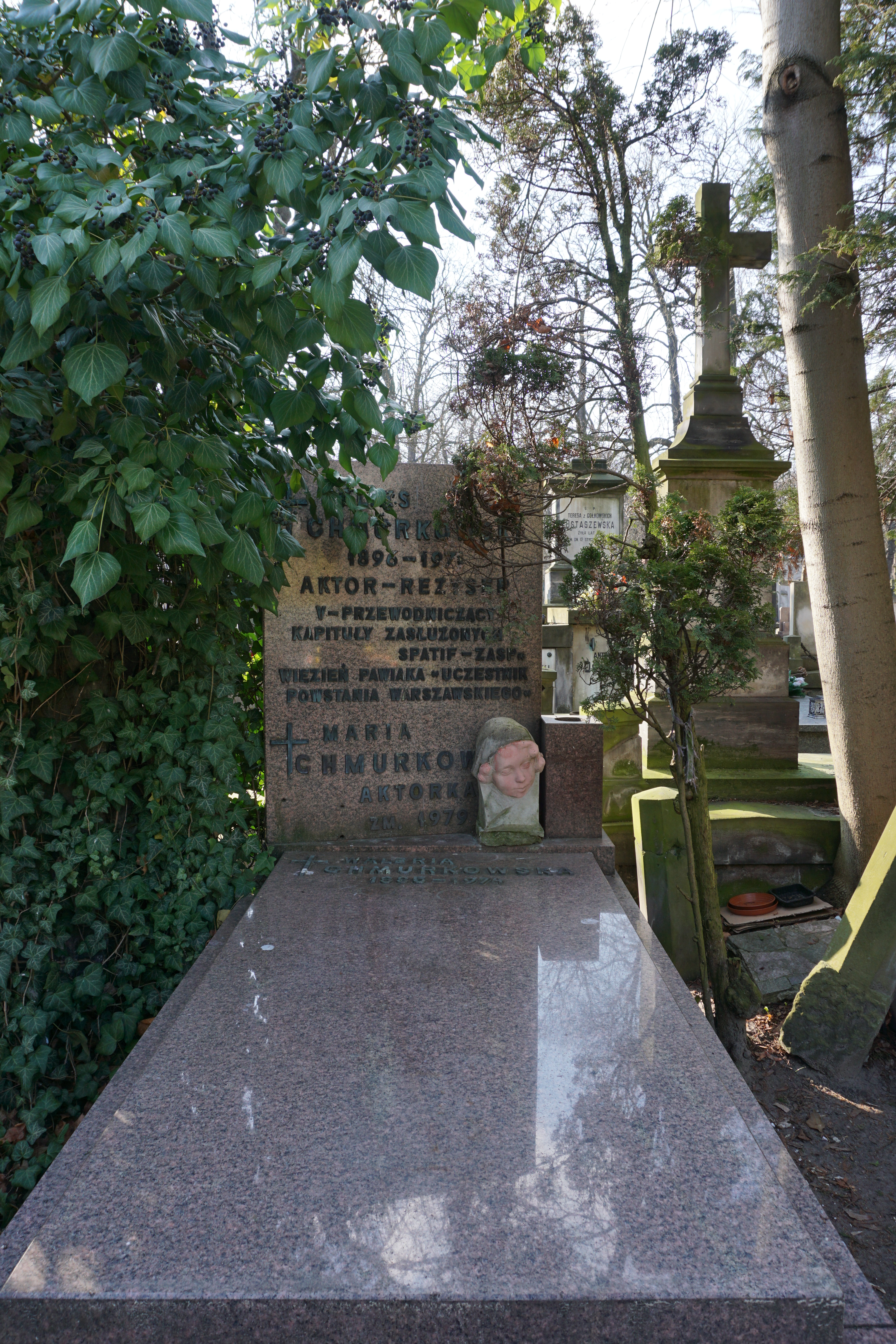
Phần mộ của Maria Chmurkowska trong Nghĩa trang Powązki

Bà sinh ngày 9 tháng 1 năm 1901 tại Warszawa, lúc đó thuộc lãnh thổ của Đế quốc Nga (hiện nay Ba Lan). Bà là con gái của Ludwik Fiszer và Helena em họ của giáo sư tiến sĩ Wacław Minakowski
Vào ngày 16 tháng 9 năm 1918, bà ra mắt trước công chúng tại Nhà hát Mùa hè (Teatr Letni) ở Warszawa trong vai Ella của vở kịch Dì của Karol. Năm 1920, bà tốt nghiệp trường Kịch nghệ Warszawa. Sau khi tốt nghiệp ra trường, bà chuyển đến Vilnius, biểu diễn trên sân khấu của Nhà hát Powszechny và Nhà hát Ba Lan. Bà từ Vilnius trở về Warszawa, biểu diễn tại Nhà hát Praga. Sau đó, bà diễn trên nhiều sân khấu ở Lublin, Grodno, Łódź, Grudziądz, Katowice, Toruń và Poznań.
Trong quá trình làm việc, bà còn là sĩ quan liên lạc của Liên minh Đấu tranh Vũ trang và Armia Krajowa, tham gia Kháng chiến Warszawa với vai trò làm y tá trong bệnh viện của quân nổi dậy.
Bà mất ngày 9 tháng 6 năm 1979 tại Warszawa. Thi hài được chôn cất tại Nghĩa trang Powązki.

## Danh sách phim
Sau đây là danh sách phim có sự xuất hiện của Maria Chmurkowska
- Kocha, lubi, szanuje (1934) - diva show
- Jego wielka miłość (1936)
- Bolek i Lolek  (phim) (1936) - Dì Lola
- 30 karatów szczęścia (1936) - nữ diễn viên
- Skłamałam (1937) - Chủ của Helena
- Szczęśliwa trzynastka (1938) - Lola Vulpi
- Dziewczyna szuka miłości (1938) - Felcia
- Kłamstwo Krystyny (1939) - một khách mời của gia đình Marlecki
- Dwa żebra Adama (1963) - Maczkowa
- WWojna domowa (Phim truyền hình) (1966) - Quý bà trên tàu
- ocne uderzenie (1966) - Mẹ của Majka

## Huy hiệu
- Huy hiệu kỷ niệm 1000 năm thành lập Nhà nước Ba Lan (1967)